# Курмани
Курмани́ — село в Україні, у Роменському районі Сумської області. Населення становить 625 осіб. Входить до складу Недригайлівської селищної громади.

## Назва
У Махмуда Кашгарського (XI ст.) приводиться тюркське слово «курман», що означає «сагайдак для стріл».
Село з такою ж назвою існує також в Криму — смт. Курман, адміністративний центр Курманського району.

## Географія
Село Курмани знаходиться на лівому березі річки Сула, вище за течією на відстані 1 км розташоване село Березняки, нижче за течією примикає село Коровинці, на протилежному березі — село Костянтинів. Річка в цьому місці звивиста, утворює лимани, стариці та заболочені озера. Поруч проходить автомобільна дорога Н07.

## Історія
Засноване на початку 17 століття на території Київського воєводства Речі Посполитої — у межах так званої Вишневеччини.
З 1917 — у складі УНР. З 1922 — стабільний комуністичний режим. Село особливо постраждало внаслідок геноциду українського народу, проведеного урядом СРСР 1932—1933 та 1946—1947. Рішенням комуністичних органів влади Курмани були піддані терору «чорною дошкою», що спричинило масову смерть дітей та людей старшого віку.
У місцевій школі певний час працював педагогом голова Державної архівної служби України Геннадій Іванущенко.
До 2020 року орган місцевого самоврядування — Курманівська сільська рада.
12 червня 2020 року, відповідно до розпорядження Кабінету Міністрів України № 723-р «Про визначення адміністративних центрів та затвердження територій територіальних громад Сумської області», село увійшло до складу Недригайлівської селищної громади.
19 липня 2020 року, в результаті адміністративно-територіальної реформи та ліквідації Недригайлівського району, село увійшло до складу новоутвореного  Роменського району.

## Політика

### Парламентські вибори, 2019
На позачергових парламентських виборах 2019 року у селі функціонувала окрема виборча дільниця № 590383, розташована у приміщенні будинку культури.
Результати
- зареєстрований 431 виборець, явка 73,09%, найбільше голосів віддано за «Слугу народу» — 49,68%, за Всеукраїнське об'єднання «Батьківщина» — 14,94%, за Радикальну партію Олега Ляшка — 9,42%[4]. В одномандатному окрузі найбільше голосів отримав Максим Гузенко (Слуга народу) — 47,91%, за Анатолія Кобзаренка (самовисування) — 23,47%, за Віктора Ладуху (Всеукраїнське об'єднання «Батьківщина») — 10,61%[5].

## Населення

### Мова
Розподіл населення за рідною мовою за даними перепису 2001 року:
| Мова       | Кількість | Відсоток |
| ---------- | --------- | -------- |
| українська | 610       | 97.6%    |
| російська  | 15        | 2.4%     |
| Усього     | 625       | 100%     |

## Пам'ятки
- Поселення[d] (ранній бронзовий вік, ранній залізний вік);
- Поселення[d] (ранній бронзовий вік, ранній залізний вік);
- Братська могила радянських воїнів та пам'ятник воїнам-землякам[d];

## Видатні уродженці
- Андреєв Микола Миколайович — український фізик, академік АН СРСР.
- Дмитро Білоус — український поет, перекладач, літературний критик, громадський діяч.
- Білоус Григорій Павлович — український поет.
- Демченко Михайло Васильович — український історик.
- Кущ Сергій Вікторович (1996—2022) — солдат збройних сил України, учасник російсько-української війни.
- Михайло Осадчий — журналіст, поет, письменник. Політв'язень.